# Moritz Döbler
Moritz Döbler (* 1965 in Wuppertal) ist ein deutscher Journalist. Seit dem 1. Januar 2020 ist er Chefredakteur der Rheinischen Post.

## Leben
Döbler ist in Detmold aufgewachsen. Er studierte Betriebswirtschaftslehre und absolvierte in Hamburg die Henri-Nannen-Schule, eine Journalistenschule. Er begann seine Karriere 1993 bei der Deutschen Presse-Agentur, zunächst in Hamburg, dann in München und bei Sondereinsätzen in Ruanda und Bosnien. 1999 wechselte er zu Reuters nach Berlin; bei der Nachrichtenagentur war er zunächst Online-Chef und leitete später das Berliner Büro. Döbler wechselte 2005 zum Tagesspiegel und verantwortete das Wirtschaftsressort, das unter seiner Leitung mehrfach ausgezeichnet wurde. 2013 wurde er beim Tagesspiegel geschäftsführender Redakteur, verantwortlich für Konzepte, Kooperationen und die Entwicklung neuer Geschäftsfelder. Am 15. Januar 2015 löste Döbler den kommissarischen Chefredakteur des Weser-Kurier, Peter Bauer, ab. Im Dezember 2018 berief ihn der Aufsichtsrat der Bremer Tageszeitungen AG zusätzlich in den Vorstand der Aktiengesellschaft. Im August 2019 kündigte er an, sein Mandat als Vorstand und Chefredakteur niederzulegen und zur Rheinischen Post zu wechseln.
Döbler lehrt regelmäßig an der Henri-Nannen-Journalistenschule. Er wurde 2006 mit dem Mitteldeutschen Journalistenpreis und dem Ernst-Schneider-Medienpreis ausgezeichnet. Seit 2021 leitet er die Jury für den Wächterpreis der deutschen Tagespresse. Seit Gründung im März 2022 ist er Mitglied der Gesellschafterversammlung des Bonn Institute, das lösungsorientierten Journalismus stärken will, und seit März 2025 deren Vorsitzender
1. ↑  Moritz Döbler wird neuer Chefredakteur der Rheinischen Post. Abgerufen am 27. August 2019.
2. ↑  ps_0213 by Quadriga Media Berlin GmbH - Issuu. Abgerufen am 17. Januar 2023 (englisch).
3. 1 2 3  In eigener Sache Neuer Chefredakteur für den WESER-KURIER. Abgerufen am 9. Juli 2015.
4. ↑  Personalien. Archiviert vom Original (nicht mehr online verfügbar) am 10. Juli 2015; abgerufen am 9. Juli 2015.  Info: Der Archivlink wurde automatisch eingesetzt und noch nicht geprüft. Bitte prüfe Original- und Archivlink gemäß Anleitung und entferne dann diesen Hinweis.
5. ↑  "Tagesspiegel": Neue Aufgaben für Thomas Wurster und Moritz Döbler. Abgerufen am 9. Juli 2015.
6. ↑  Personalien. Abgerufen am 9. Juli 2015.
7. ↑  "Weser-Kurier"-Chefredakteur Döbler startet am 15. Januar. Abgerufen am 9. Juli 2015.
8. ↑  Moritz Döbler und David Koopmann in den Vorstand berufen
9. ↑  Marcel Auermann: Moritz Döbler scheidet als Vorstand und Chefredakteur aus. Abgerufen am 28. April 2021.
10. ↑  Medien: Zwei Journalisten ausgezeichnet. Abgerufen am 17. Januar 2023.
11. ↑  Ernst-Schneider-Medienpreis: Die Laudatio im Wortlaut. In: Der Tagesspiegel Online. ISSN 1865-2263 (tagesspiegel.de [abgerufen am 17. Januar 2023]).
12. ↑  Die Jury      - anstageslicht.de. Abgerufen am 28. April 2021.

. Im August 2022 wurde Döbler vom Bundesverband Digitalpublisher und Zeitungsverleger (BDZV) in den Deutschen Presserat entsandt. Er folgte dort auf den verstorbenen Berthold Hamelmann von der Neuen Osnabrücker Zeitung. Im März 2025 wählte das Plenum des Presserats Döbler zu seinem Stellvertretenden Sprecher.
Döbler ist der jüngste Sohn des Schriftstellers Hannsferdinand Döbler.